# Про любовь. Только для взрослых
«Про любо́вь. То́лько для взро́слых» — российский комедийный фильм и телесериал, участник конкурсной программы «Кинотавр», продолжение фильма-альманаха «Про любовь» 2015 года. В главных ролях Джон Малкович, Анна Михалкова и Гоша Куценко. Выход в широкий прокат состоялся 31 августа 2017 года, затем был показан на телевидении (на Первом канале 8 марта 2018 года).

## В ролях
- Джон Малкович — Эд
- Фёдор Бондарчук — Игорь
- Анна Михалкова — Вера
- Юрий Колокольников —
- Ингеборга Дапкунайте — Лиз
- Гоша Куценко — Лёша
- Виктория Исакова — Нина
- Равшана Куркова — Оля, полицейская
- Александр Паль — Виктор
- Максим Матвеев — Никита Орлов
- Владимир Яглыч — Михаил
- Лукерья Ильяшенко — Мария
- Тинатин Далакишвили — Татьяна
- Глеб Калюжный — Митя
- Ясмина Омерович — Аня
- Фёдор Лавров — Борис
- Алиса Хазанова — руководитель тренинга по минету
- Маруся Зыкова —
- Александр Акопов — кинопродюсер
- Вячеслав Муругов — кинорежиссёр
- Александра Бортич — девушка с вопросом об изменах
- Евгений Цыганов — прохожий
- Мария Шалаева — хозяйка кафе
- Рано Кубаева — мать Оли
- Михаил Куряев — Кошкин
- Андрей Ищенко —
- Саида Отарова — Оля в детстве
- Кирилл Комаров — Роман Владимирович
- Николай Мачульский — Гена
- Кирилл Каганович — неозабоченный
- Анна Банщикова — Елена
- Юлия Снигирь —

## Музыка
Песни для фильма исполнили:
- Би-2
- А-Студио
- Моральный кодекс
- Моя Мишель
- Обе две
- 5'Nizza
- Женя Отрадная
- СБПЧ

## Съёмочная группа
- Режиссёры-постановщики: Павел Руминов, Наталья Меркулова, Алексей Чупов, Нигина Сайфуллаева, Евгений Шелякин, Резо Гигинеишвили
- Авторы сценария: Анна Меликян, Александр Цыпкин, Павел Руминов, Наталья Меркулова, Алексей Чупов, Евгений Шелякин, Роман Кантор, Нигина Сайфуллаева, Любовь Мульменко
- Оператор-постановщик: Марк Зисельсон